# Mark Natansón
Mark Andréyevich Natansón (en ruso: Марк Андре́евич Натансо́н, Švenčionys,  Guberniya de Vilna, 25 de diciembre de 1850jul./ 6 de enero de 1851greg.-Berna, 29 de julio de 1919) fue un revolucionario ruso populista. Perteneció a diversas organizaciones revolucionarias como el Círculo Chaikovski, el Partido Social-Revolucionario y el Partido Socialrevolucionario de Izquierda.

## Orígenes y primera actividad política
Nacido en 1844. Fundador del Círculo Chaikovski en 1871 y de la Sociedad de la Tierra y la Libertad en 1876, la primera organización revolucionaria destacable de Rusia. Pasó tres exilios en Siberia, quince años en total. Fue miembro del comité central del Partido Social-Revolucionario desde su fundación en 1906. Perteneció siempre a la corriente más izquierdista del mismo.

## Revoluciones de 1917 y guerra civil
En el tercer congreso del partido celebrado en Moscú en mayo y junio de 1917, fue el único candidato izquierdista elegido miembro del nuevo comité central.
Se mostró favorable a la disolución de la Asamblea Constituyente cuando quedó claro que quedaría dominada por el PSR. Fue elegido miembro del comité central del nuevo Partido Socialrevolucionario de Izquierda (PSRI)) con el mayor número de votos de todos los candidatos. Al igual que una minoría de los dirigentes del partido, se mostró favorable a la firma del Tratado de Brest-Litovsk. Fue uno de los miembros de la presidencia colegiada del IV Congreso Panruso de los Sóviets, en el que se discutió la firma de la paz, pero no desempeñó un papel relevante en los debates. A pesar de su deseo de que el partido permaneciese en el Sovnarkom, votó a favor de la retirada de los ministros socialrevolucionarios, temiendo que los moderados, que la deseaban, escindiesen el partido en caso de que ganasen los partidarios de mantener la coalición de gobierno con los bolcheviques. En el segundo congreso del partido celebrado a finales de abril, a pesar de hallarse enfermo, defendió con firmeza la vuelta al Gobierno, lo que disgustó a los dirigentes moderados, opuestos a ello. Fue el candidato al comité central que recibió un mayor número de votos en el congreso. Renovó el puesto en el tercer congreso. No participó en la decisión del comité central del 24 de junio de aplicar el terrorismo para acabar con el tratado de paz con los Imperios Centrales ni en el posterior alzamiento socialrevolucionario del 6 de julio, ya que se encontraba en esos días en Europa occidental, enviado por el partido para defender la posición de este.
Tras el fracaso del alzamiento socialrevolucionario de julio, se afilió a una escisión del PSRI, el Partido Comunista Revolucionario, que en 1920 se unió al Partido Comunista, aunque para entonces Natansón había fallecido en Suiza, en 1919.